# Ilan Șor
Ilan Mironovici Șor (n. 6 martie 1987, Tel Aviv) este un afacerist milionar și politician al Republicii Moldova, vorbitor de limba rusă și de origine evreiască, fost primar al orașului Orhei și președinte al Partidului ȘOR, care a intrat în parlament în 2019 și 2021. A fost deputat în Parlamentul Republicii Moldova și a fost condamnat la 15 ani de închisoare cu executare, pentru participarea la o operațiune de devalizare a mai multor bănci din țară.

## Afaceri
Ilan Șor deține mai multe afaceri, printre care compania „Dufremol” (Duty-free) și este patronul clubului de fotbal FC Milsami Orhei. În 2014 a devenit președinte al consiliului de administrare al Băncii de Economii din Moldova, după care și membru al consiliului de administrație la Aeroportul Internațional din Chișinău.
Într-un interviu acordat revistei VIP Magazin, Ilan Șor a spus că la vârsta de 13 ani avea deja prima afacere proprie – trei magazine de telefoane mobile, iar la 16 ani deținea o mini-tipografie. La vârsta de 14 ani a căpătat prima sa mașină, un Peugeot 406.
În 2015, clubul de fotbal Milsami Orhei, patronat de Ilan Șor, a devenit în premieră campioană a Moldovei, acesta fiind și primul caz când o echipă dintr-un alt oraș decât Chișinău și Tiraspol câștigă titlul în Republica Moldova.

## Cariera politică
Pe 21 mai 2015 Ilan Șor a fost înregistrat în cursa electorală pentru funcția de primar al orașului Orhei din partea mișcării social-politice „Ravnopravie”. A doua zi, pe 22 mai, el a fost eliberat sub control judiciar din arest la domiciliu, ca urmare a unei cereri depuse de avocații săi, pentru ca acesta să se poată implica în campania electorală. Peste câteva zile el s-a lansat în cursa electorală, pe stadionul din Orhei, prezentându-și programul electoral în limba română, chiar dacă el este vorbitor de limbă rusă. La scrutinul din 14 iunie, Ilan Șor a câștigat detașat alegerile cu peste 61,97% din voturi, în timp ce avea statut de învinuit în dosarul "Băncii de Economii". A fost învestit oficial în funcția de primar al orașului Orhei la data de 1 iulie 2015. Ulterior, Ilan Șor a transformat mișcarea social-politică pro-rusă ”Ravnopravie” (egalitate) în Partidul ȘOR. Partidul ȘOR a devenit partid parlamentar în urma alegerilor din 2019 și 2021.

## Viața personală
Din 2011 Ilan Șor este căsătorit cu cântăreața rusă Jasmin și împreună au o fiică, pe nume Margarita (n. 2012). Jasmin mai are un băiat, din prima căsătorie, cu Veaceslav Semenduev. În 2005, tatăl lui Ilan, Miron Șor, a decedat. Ilan Șor declarase într-un interviu că cel mai bun prieten al său este Gabi Stati, un alt tânăr milionar din Republica Moldova.
Ilan Șor a declarat că unchiul său este medicul Felix Lihtgoltz.

## Controverse
În februarie-martie 2015, Ilan Șor a fost audiat de Centrul Național Anticorupție (CNA) în cazul "Banca de Economii și Banca Socială". El este bănuit că a semnat un contract prin care suma de 10 miliarde de lei a fost transferată de la Banca de Economii (BEM) către Banca Socială, iar de acolo banii au fost îndreptați spre zonele off-shore, unde li s-a pierdut urma. Pe 17 martie 2015, el a fost audiat timp de 8 ore de către ofițerii anticorupție, iar procurorii anticorupție i-au aplicat sechestru pe bunurile personale. Raportul societății de audit "Kroll" asupra acestor transferuri îl menționează ca principal beneficiar al tranzacțiilor și arată că de la una din firmele de securitate controlate de el a fost furat un autovehicul, cu documente esențiale ale Băncii de Economii, principala bancă devalizată prin aceste manevre.
La 6 mai 2015, Șor a fost plasat în arest la domiciliu pentru 30 de zile. Acesta are statut de bănuit în dosarele deschise pe marginea furtului de la Banca de Economii, Banca Socială și Unibank.
La 18 iunie 2015, ziariști de la BBC au venit în R. Moldova pentru a realiza un interviu cu Ilan Șor. În cadrul interviului, Ilan Șor a negat orice responsabilitate pentru criza financiară din țară și a negat că ar avea vreo legătură cu Unibank sau Banca Socială, alta decât că a fost un client al acestor bănci. Deși a ocupat funcția de președinte al Consiliului de Administrație al Băncii de Economii, el a dat toată vina pentru provocarea crizei pe creditele neperformante oferite de bancă înaintea privatizării acesteia și înaintea preluării conducerii ei. El a declarat că Raportul "Kroll", bazat pe datele Băncii Naționale a R. Moldova, nu dovedește nimic și nu conține niciun document, ci doar extrase din diverse articole de presă. După ce jurnaliștii de la BBC au publicat interviul, Ilan Șor a venit cu o reacție, declarând că în reportajul BBC nu ar fi fost incluse toate secvențele, ceea ce ar fi dus la reflectarea doar parțială a temei. Drept urmare, administrația lui Șor a publicat pe contul său de Youtube interviul video integral.